# PuTTY

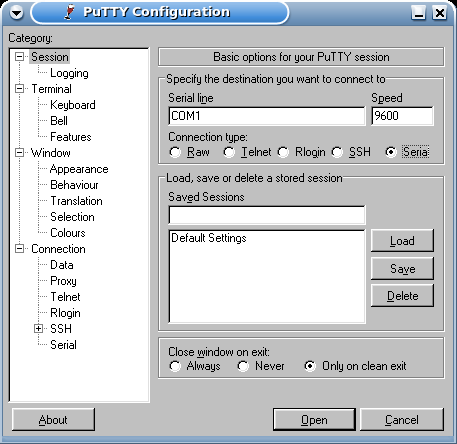
Tela de configuração do PuTTy

O PuTTY é um software de emulação de terminal grátis e de código livre. Suporta SSH, destinado a suportar o acesso remoto a servidores via shell seguro e a construção de "túneis" cifrados entre servidores. Também suporta conexão direta (raw), telnet, rlogin e por porta serial.
PuTTY foi originalmente escrito para o Microsoft Windows, mas foi portado para vários outros sistemas operacionais. Portes oficiais só estão disponíveis para algumas plataformas Unix, e em desenvolvimento para o clássico Mac OS e Mac OS X, e as versões não-oficiais foram desenvolvidas para plataformas como Symbian OS e Windows Mobile. PuTTY foi escrito e é mantido principalmente por Simon Tatham.
Para usar o PuTTY não é necessária sua instalação, pois ele roda diretamente pelo arquivo executável Putty.exe.

## Características
- Armazenamento de host e preferencialmente para uso posterior.
- Controle sobre o SSH chave de criptografia e versão do protocolo.
- Linha de comando SCP (secure copy) e clientes SFTP (secure file transfer protocol), chamados de "pscp" e "psftp", respectivamente.
- Controle sobre o redirecionamento de portas com SSH, (redirecionamento de portas remoto ou dinâmica local), incluindo tratamento interno do X11 forwarding.
- Emulador de xterm , VT102 sequências de controle, assim como muito do ECMA-48 de emulação de terminal.
- Suporte IPv6.
- Suporta 3DES, AES, Arcfour, Blowfish e DES.
- Suporte de autenticação com chave pública (sem certificado de apoio).
- Suporte para conexões de porta serial local.
- Executável independente não requer instalação.
- Suporta o esquema de compressão atraso zlib@openssh.com (A partir de r9120 2011-03-05).